# Beaverton (Alabama)
Beaverton ist eine Town im Lamar County im US-amerikanischen Bundesstaat Alabama. Sie hat eine Gesamtfläche von 11,9 km².

## Geographie
Beaverton liegt im Nordwesten Alabamas im Süden der Vereinigten Staaten. Es liegt etwa 17 Kilometer östlich der Grenze zu Mississippi.
Nahegelegene Orte sind unter anderem Sulligent (3 km westlich), Guin (3 km östlich), Winfield (13 km östlich) und Brilliant (19 km nordöstlich). Die nächste größere Stadt ist mit 212.000 Einwohnern das etwa 110 Kilometer südöstlich entfernt gelegene Birmingham.

## Geschichte
Der Ortsname wurde erstmals von Naylow Rodney im Jahr 1789 benutzt, als er zahlreiche Biber (englisch= Beaver) entdeckte. Als er ihr geschätztes Gewicht mit der Anzahl multiplizierte, kam er zu der Ansicht, es müsse sich um eine Tonne (englisch= ton) Biber handeln. Anderen Quellen zufolge leitet sich der Name vom nahegelegenen Beaver Creek ab. Das Suffix -ton wiederum bezeichnet das Anwesen oder die Siedlung.
Die Stadt wurde in den 1890er Jahren an der Frisco Railroad gegründet. Mineralquellen in der Umgebung zogen schon früh Touristen an. In der zweiten Hälfte des 20. Jahrhunderts wurden Baumwolle, Bauholz und Nutztiere zu den führenden Wirtschaftssektoren der Stadt. 1976 eröffnete eine Textilfabrik.

## Verkehr
Beaverton wird auf gemeinsamer Trasse vom U.S. Highway 278 und der Alabama State Route 118 durchzogen. Etwa 14 Kilometer nördlich besteht Anschluss an den Interstate 22.
Etwa 9 Kilometer südwestlich befindet sich der Lamar County Airport, 18 Kilometer nördlich der Marion County – Rankin Fite Airport und 29 Kilometer südöstlich das Richard Arthur Field.

## Demographie
Nach der Volkszählung 2000 hatte Beaverton 226 Einwohner, die sich auf 100 Haushalte und 68 Familien verteilten. Die Bevölkerungsdichte betrug 19 Einwohner/km². 95,58 % der Bevölkerung waren weiß, 3,1 % afroamerikanisch. In 21 % der Haushalte lebten Kinder unter 18 Jahren. Das Durchschnittseinkommen eines Haushaltes betrug 20.750 Dollar, das einer Familie 38.125 Dollar, wobei 9,9 % der Bevölkerung unterhalb der Armutsgrenze lebten.
Bis zur Volkszählung 2010 sank die Einwohnerzahl auf 201.